# Luis Gueilburt

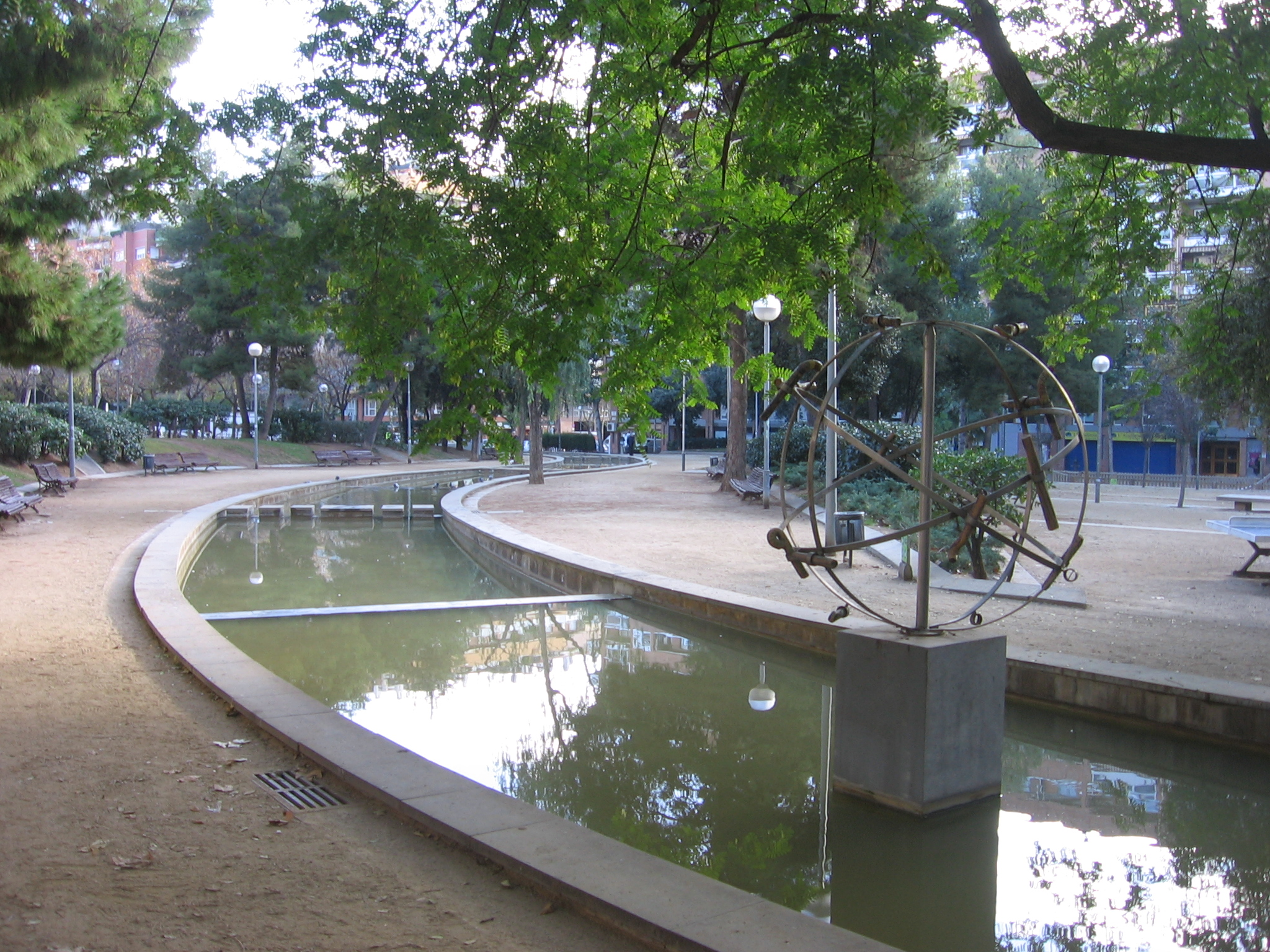
Euclidiana (1989), parc de Les Corts, Barcelona

Luis Gueilburt Talmazán (Buenos Aires, 1950) és un escultor, pintor i escriptor argentí instal·lat a Barcelona. Ha exposat la seva obra a Reus, Mollet del Vallès, Vic, Moià i Nagoya (Japó). Estudiós del modernisme català i d'Antoni Gaudí, ha escrit diversos llibres sobre el tema.
La seva obra s'emmarca en un estil figuratiu però no realista, desenvolupada en diversos suports i materials, com fusta, pedra o metall, així com instal·lacions artístiques.

## Trajectòria
Va estudiar belles arts (especialitat d'Escultura) a l'Escola Municipal d'Avellaneda. Entre 1968 i 1978 va participar en diverses exposicions individuals i col·lectives en diversos països hispanoamericans. El 1978 es va instal·lar a Barcelona. Les seves obres es troben en col·leccions públiques i privades d'Espanya, el Japó, l'Argentina, Mèxic, Guatemala, l'Equador i el Perú.
El 1989 va realitzar una escultura que es va incorporar al conjunt d'art públic de Barcelona, Euclidiana, situada al parc de les Corts. Està situada dins de l'aigua, en un canal serpentejant que recorre el parc. Realitzada en acer inoxidable i ceràmica sobre una base de pedra calcària, està concebuda com un homenatge al geòmetra grec Euclides. L'obra consisteix en quatre cercles de passamà d'acer inoxidable sostinguts per un tub vertical en el centre del diàmetre, a més de diverses abraçadores metàl·liques situades en els cercles que allotgen unes peces cilíndriques de terracota. Es troben tretze d'aquests elements, la qual cosa podria fer referència als tretze volums del tractat d'Euclides, en què exposa els seus estudis sobre geometria plana, la geometria de l'espai, les proporcions, les grans magnituds o les propietats dels números.
Aquell mateix any va guanyar el concurs organitzat per a l'elaboració d'una estatueta per als guardonats amb el Premi Surbisa de rehabilitació a Bilbao, constituït el 1985.
El 1992 va elaborar una altra obra d'art públic per a Mollet del Vallès, Monument a Mollet Ciutat Pubilla de la Sardana, al parc de Can Mulà. Com a commemoració que la ciutat va ser capital de la sardana aquest any, es tracta d'una obra de ferro i pedra artificial amb llegenda de coure forjat i bronze, que consta d'una M (per Mollet) en una de les potes de la qual figuren un grup de nens ballant la sardana.
L'any 2000 va realitzar l'escultura Cintes per al campus de la Universitat de Keiō, a Shin Kawasaki, Tòquio.
Expert en l'obra de l'arquitecte modernista Antoni Gaudí, des del 1997 va impartir un curs monogràfic sobre la vida i obra de Gaudí a la Universitat Politècnica de Catalunya. En el mateix centre és responsable des del 1998 de la Línia de Recerca Gaudí i el Modernisme Català, l'estil arquitectònic i artístic de 1900. També ha participat en cursos, conferències, seminaris i congressos en diverses universitats d'Espanya, França, els Estats Units, Mèxic, Itàlia i l'Argentina. Entre 1993 i 2003 va dirigir el Centre d'Estudis Gaudinistes. Com a escultor va ser responsable de la restauració d'algunes obres de Gaudí, com el drac del reixat de la Finca Güell (1984), per encàrrec de la Càtedra Gaudí. Entre 1990 i 1998 va participar també en la restauració de la Casa Museu Gaudí del parc Güell. Amb algunes peces d'obres de Gaudí recuperades d'aquestes restauracions va organitzar amb el Col·legi d'Aparelladors i Arquitectes Tècnics de Barcelona l'exposició Gaudir Gaudí, que es va exposar a Vic, Mollet del Vallès i Nagoya (Japó) entre 1993 i 1996.
Ha realitzat també restauracions de diverses escultures i monuments, com les escultures de les cases Thomas i Lleó Morera de Lluís Domènech i Montaner (1985), el Monument a Roca i Pi de Torquat Tasso a Badalona (1985), les escultures del Palauet Albéniz i el Palau Robert de Barcelona (1986), el Monument a Mossèn Jacint Verdaguer de Joan Borrell i Nicolau (1987) i el Monument al General Geroni Galceràn i Tarrés a Les Masies de Voltregà (2003).
Entre les seves publicacions es troben: La ceràmica en l'obra de Gaudí (2002, amb Maria Antonia Casanovas i Joan Bassegoda i Nonell), Col·legi de les Teresianes, de Gaudí: història i arquitectura (2002, amb Carmen Barranco, Benet Meca i Laura Ortiz), Gaudí Album, Barcelona (2002), Gaudí i el Registre de la Propietat (2003), Obradors - Obradoiros Gaudí (2006, amb Marisa García Vergara), Ferro i Forja (2009, amb Àlex Sánchez Vidiella).

## Exposicions individuals
- 1987: Universos Perdidos, Escola Taller d'Arte de la Diputació de Tarragona, Reus.
- 1987: Bibliomeca, instal·lació a l'espai Anar i Tornar del Col·legi d'Aparelladors i Arquitectes Tècnics de Barcelona.
- 1988: Camí Sinuós, Berlín Centre B.C.B. (Ballet Contemporani de Barcelona).
- 1991: Mater Materia, Galeria Gloria de Prada, Barcelona.
- 1993: Gaudir Gaudí, Col·legi d'Aparelladors i Arquitectes Tècnics de Barcelona i Osona, Vic.
- 1994: Gaudir Gaudí, La Marineta, Mollet del Vallès.
- 1996: Gaudir Gaudí, Universitat Chukyo, Nagoya, Japó.
- 2000: El elogio de la Sombra, Galería H2O, Barcelona.